# Koalitionsregering
En koalitionsregering er en regering, der består af to eller flere partier. Koalitionsregeringer er meget almindelige i lande med forholdstalsvalg, hvor et enkelt parti sjældent får flertal alene, men hvor to eller flere partier må gå sammen for at få flertal i parlamentet.
I krisetider kan en koalitionsregering omfatte alle eller næsten alle partier i parlamentet i en såkaldt samlingsregering. Koalitionsregeringer kan også være mindretalsregeringer, sådan som det med en enkelt undtagelse var almindeligt i Danmark fra 1982 til 2015, hvor regeringerne bestod af to til fire partier, der var afhængige af et eller flere partier udenfor for at få flertal. Endnu en mulighed er, at de to største partier i parlamentet går sammen i en stor koalition, noget ikke mindst Tyskland har benyttet sig af flere gange.